# Nitassinan
Ne doit pas être confondu avec Nitaskinan.

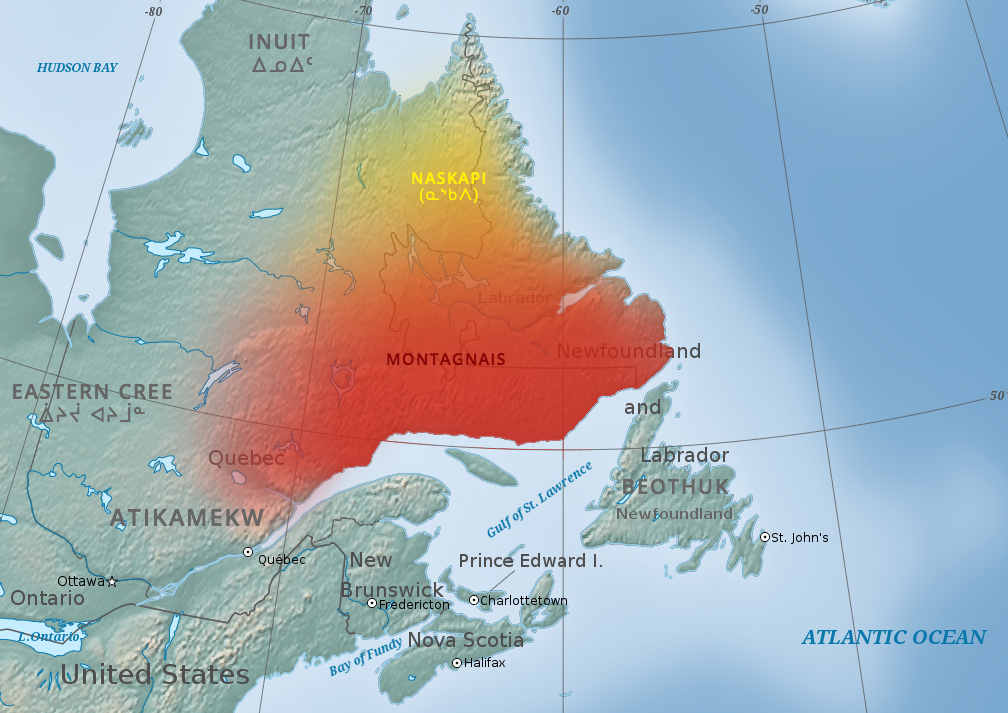
Territoires traditionnels innus : Naskapi en jaune et Montagnais en rouge

Le Nitassinan, dont le nom signifie « Notre terre » en innu-aimun, est le territoire ancestral du peuple innu situé dans l'Est du Canada au Québec et au Labrador. En fait, le territoire couvre la partie orientale de la péninsule du Labrador. Du point de vue de l'entente de principe signée entre certaines Premières Nations innues du Québec et les gouvernements fédéral et provincial, le Nitassinan correspond au territoire ancestral des Innus sur lequel ils ont certains droits tandis que le territoire qu'ils possèdent à part entière est l'Innu Assi.

## Géographie
Le territoire traditionnel des Innus comprend la péninsule du Québec-Labrador à partir de la taïga de la côte nord du fleuve Saint-Laurent jusqu'à la toundra de l'intérieur de terres autour de la baie d'Ungava.

## Histoire
Les Innus habitent le Nitassinan depuis 8 000 ans. Depuis 400 ans, des colons européens occupent le territoire, surtout pour l'exploitation des ressources naturelles.

## Communautés innues
| Population des Innus (Montagnais) du Québec en décembre 2015 | Population des Innus (Montagnais) du Québec en décembre 2015 |           |               |
| Communautés                                                  | Total                                                        | résidents | non-résidents |
| ------------------------------------------------------------ | ------------------------------------------------------------ | --------- | ------------- |
| Pessamit (Betsiamites)                                       | 3925                                                         | 2893      | 1032          |
| Essipit (Les Escoumins)                                      | 214                                                          | 514       | 260           |
| Unamen Shipi (La Romaine)                                    | 1161                                                         | 1116      | 45            |
| Mashteuiatsh (Pointe-Bleue)                                  | 6562                                                         | 2085      | 4447          |
| Matimekosh (Schefferville)                                   | 964                                                          | 847       | 117           |
| Ekuantshit (Mingan)                                          | 662                                                          | *         | *             |
| Nutashkuan (Natashquan)                                      | 1097                                                         | 1003      | 94            |
| Pakua Shipi (St-Augustin)                                    | 363                                                          | *         | *             |
| Uashat Mak Mani-Utenam (Sept-Îles/Moisie)                    | 4532                                                         | 3506      | 1026          |
| Innus (Total)                                                | 19 955                                                       | 12616     | 7339          |

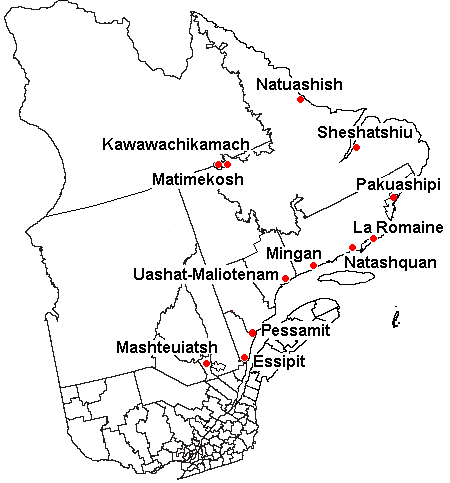
Villages innus du Québec et du Labrador

Les Innus sont répartis en 12 communautés, dix au Québec et deux au Labrador, d'est en ouest,

### Québec
- Kawawachikamach (village naskapi)

#### Conseil tribal Mamuitun
- Matimekush-Lac-John (Schefferville)
- Mashteuiatsh (Pointe-Bleue, sur la rive ouest du lac Saint-Jean)
- Essipit (Les Escoumins)
- Pessamit (Betsamites)
- Uashat mak Mani-utenam (Sept-Îles et Malioténam)

#### Regroupement Mamit Innuat
Au la Basse-Côte-Nord
- Mingan (Minganie)
- Nutashkuan (Minganie)

- Unaman-shipu ou La Romaine (réserve indienne) (Le Golfe-du-Saint-Laurent)
- Pakuat-shipu (Le Golfe-du-Saint-Laurent)

### Labrador
- Sheshatshiu (Goose Bay)
- Natuashish (anciennement Utshimassit, Davis Inlet)

## Revendication globale
Les négociations relatives aux revendications globales des Innus par rapport au Nitassinan sont divisées en deux tables de négociations  : celle entre les gouvernements canadiens et québecois d'une part et les nations de Mamuitun d'autre part et celle entre les mêmes gouvernements et les nations de Mamit Innuat. Les négociations visent à la confirmation, au respect des droits des Innus et à la prise en charge de leur avenir collectif en relation avec les nations canadiennes et québécoises. Bien que n'ayant pas de portée légale puisqu'elle est un cadre définissant l'orientation générale en vue de la signature future d'un traité, l'Entente de Principe d'ordre général entre les Premières nations de Mamuitun et de Nutashkuan et le Gouvernement du Québec et le Gouvernement du Canada définit, de manière administrative, les limites du Nitassinan. Cette dernière a été signée entre les gouvernements canadien et québécois et les Premières Nations de Mamuitun. De leur côté, les Premières Nations de Mamit Innuat ne sont toujours pas arrivées à une entente de principe. L'entente de principe définit en fait deux territoires qui seront créés et reconnus lors de la signature du traité : le Nitassinan et l'Innu Assi. Le Nitassinan est le territoire ancestral des Innus sur lequel ils exerceront certains droits tandis que l'Innu Assi sera le territoire de juridiction québécoise duquel les Innus auront l'entière propriété,,.

#### Ouvrages
- Camil Girard, Nistassinan-Notre Terre : alliance et souveraineté partagée du peuple Innu au Québec : des premiers contacts à nos jours, Québec, Presses de l'Université Laval, 2014, 175 p. (ISBN 978-2-7637-2367-9).
- Céline Noury, La Conservation du Nitassinan : besoins et intérêts des Ilnus de Mashteuiatsh, Faculté des études supérieures de l'Université Laval, 113 p. (lire en ligne [PDF]).
- Marie Massuard, Les Ressources naturelles du Nitassinan de Nutashkuan : rapports de pouvoir et avenir de la Première Nation, Faculté des études supérieures de l'Université Laval, 137 p. (lire en ligne [PDF]).
- (en) Marie Wadden, Nistassinan : The Innu Struggle to Reclaim Their Homeland, Douglas & McIntyre, 1991, 218 p. (ISBN 978-1-55054-001-7).

#### Articles
- Anne Doran, « Territoire et sacré chez les Innus », Théologiques, Faculté de théologie et de sciences des religions, Université de Montréal, vol. 16, no 1,‎ 2008 (ISSN 1492-1413, lire en ligne [PDF]).
- Anonyme, « Le droit des Innus à la cogestion des ressources naturelles sur leur Nitassinan », Recherches amérindiennes au Québec, Montréal, vol. 35, no 3,‎ 2005, p. 94-86 (lire en ligne [PDF]).
- Jean-Olivier Roy, « Identité et territoire chez les Innus du Québec », Recherches amérindiennes au Québec, vol. 45, nos 2-3,‎ 2015, p. 47-55.
- Jean-Paul Lacasse, « Le territoire dans l'univers innu d'aujourd'hui », Cahiers de géographie du Québec, Département de géographique de l'Université Laval, vol. 40, no 110,‎ 1986 (ISSN 1708-8968, lire en ligne [PDF]).
- Maxime Saint-Hilaire, « La proposition d'entente de principe avec les Innus : vers une nouvelle génération de traité ? », Les Cahiers de droit, Faculté de droit de l'Université Laval, vol. 44, no 3,‎ 2004 (ISSN 1918-8218, lire en ligne [PDF]).